# 稲沢氏
稲沢氏（いなさわし）は日本の氏族のひとつ。稲澤氏とも表記する。

## 由来
河内源氏義忠流。源義忠の嫡男、源経国（河内経国）の嫡男、源盛経が稲澤小源太と称したことに始まる。稲沢氏の本貫は、武蔵国児玉郡稲沢（現・埼玉県本庄市南部）。

### 治承・寿永の乱
稲沢氏は祖の河内源氏四代目棟梁の源義忠が同じ河内源氏で叔父にあたる源義光に暗殺され、その後、その子孫が河内源氏の嫡流からはずれたことや、源義忠の正室が平正盛の息女であり、その関係などから河内源氏の一族でありながら治承・寿永の乱では平家に味方したとされる。初代、稲沢盛経は小源太と称し、平清盛、平宗盛らに従い、源季貞・平重衡の指揮下にあった。治承4年（1180年）に以仁王と源頼政が挙兵するとそれを平重衡の指揮下で従軍し、その討伐にあたった。また、同年、同族の河内源氏石川氏（源義基、源義兼ら）を追討する源季貞、平盛澄の軍に参加した。治承5年（1181年）4月には墨俣川の戦いに平重衡の指揮下で参加した。寿永2年（1183年）5月には倶利伽羅峠の戦いに参加し、敗戦。その後の篠原の戦いにも参加した。一説に、盛経は篠原の戦いで討ち死にしたともいい、その後の活動は把握できない。
盛経の子と思われる稲沢孫太郎が寿永2年（1183年）11月にあった水島の戦いに参加している。寿永4年（1185年）、壇ノ浦の戦いで平家が滅亡すると、稲澤孫太郎も没落する。稲澤孫太郎は、稲澤盛国または稲澤盛家のことで、盛国も盛家も同一人物と推測されている。その稲澤孫太郎は平家滅亡後、阿波国に潜伏していたが、源頼朝より赦免があり、鎌倉へ召された。平家に加担した罪に関しては、盛国の祖父、河内経国が頼朝の祖父、源為義や父の源義朝に誠忠を尽くしたことを鑑みて一命を助けられ、河内経国と所縁の深い、足利氏（上記の源義忠の実弟源義国を祖とする）の足利義兼（源義国の孫）に預けられることとなった。その後、義兼の子、義純が畠山氏を相続する際に、その家臣として従った。また、盛国の弟とされる稲澤経家は、父の盛経の死後、平家に味方していたが、一ノ谷の戦いで捕虜となり、多田行綱に預けられ、北面武士として子孫が続いた。

### 鎌倉時代
稲沢盛国の子には盛義、盛親、盛仲らがある。また、稲沢資家に関して系譜が確実には断定できないが、盛国（盛家）の養子か、盛経の晩年の養子であったと思われる。資家の実父は那須頼資。この子孫は、那須氏の有力一族の伊王野氏に仕えた。
稲沢盛義は、畠山泰国に仕え、子孫も畠山氏に仕えた。盛義の諸子らは、足利氏、仁木氏にも仕えた。
稲沢盛義の後は、盛忠が継いだことがわかっている。それ以降、鎌倉中期ころから稲澤氏の動向は不鮮明になり、盛時、盛兼、盛頼、盛氏、盛高、盛重らの名が発給文書などからわかっているが、惣領制が崩壊し、家督の継承などは混乱していて判然としない。
その後、鎌倉時代後期に稲沢盛朝が家督を継いだころから惣領制が復活したと考えられている。盛朝は畠山氏の家臣であるとともに、足利貞氏にも仕えるという変則的な位置にあったようで、畠山氏のなかでは江戸時代の附家老のような地位にあったとも考えられているが、当時の状況ではこのような主従関係は多くみられた。

### 建武の新政と南北朝時代
稲沢盛朝の後は、稲沢盛貞が家督を継いで、鎌倉幕府の滅亡、建武の新政などの戦乱の時代に突入する。稲沢盛貞は畠山氏家臣として活動する一方、父同様に足利氏の家臣としても活動している。足利高氏が反幕府の挙兵をした際には、彼は足利高氏に従っていたことがわかっている。また、長男の稲沢盛秀（または盛季）は新田義貞の鎌倉攻めに参加するなど一族を挙げて討幕に動いた。
盛貞の後は、稲沢氏は分裂する。新田義貞に従っていた稲沢盛秀は後醍醐天皇に足利尊氏がそむいた後も、新田義貞に従い北陸地方を転戦したが、戦死。子の稲沢盛健が後を継いだとされるが動向はまったくわからない。また、この子孫という槙野氏があるが系譜は史料的に立証できない。
盛貞には子が多く、畠山氏に仕えた四男の稲沢貞行、五男の稲沢国貞、斯波氏に仕えた六男の稲沢盛広。経緯は不明だが、土岐氏に仕えた三男の稲沢盛康、今川貞世に仕えた稲沢小七郎（盛宗か）などがいた。
そのため、盛貞の子孫は各地に散っていくことになる。

## 河内稲沢氏

### 室町時代
上記の盛貞の子らのうち、貞行が一族をまとめあげ惣領となり、弟の国貞がそれを補佐した。貞行は足利基氏に近侍した時期があったが、晩年に畠山基国に仕えた。五男の国貞も同じく基国に仕えた。基国の後、畠山氏は畠山満家、畠山満慶の兄弟の時代となり、満家は畠山氏の惣領となり、弟の満慶は分国の能登国の守護となった。それに伴い、貞行の子孫は満家の系統に仕え、国貞の子孫は能登国へ下向し、満慶の子孫の能登畠山氏に仕えた。斯波氏に仕えた盛広の系統は長男の家広は越前国に、次男の義広は陸奥国に土着した。土岐氏に仕えた盛康の系統は美濃国に土着し、一部は伊勢国に移住した。今川貞世に仕えた小七郎の系統は小七郎の長男の行広が遠江国に土着し、遠江国の今川氏に仕えた。宗広は肥前国に土着し、深堀氏などに仕えた。

### 戦国時代
惣領であった貞行の系統は畠山満家の子孫に仕えたが、応仁の乱を契機に衰退する。畠山弥三郎を支持した神保長誠派に属したが、弥三郎の死後、その弟の畠山政長を神保長誠らとともに支持。明応2年（1493年）に政長が明応の政変により正覚寺で自決すると、貞行の孫にあたる稲沢孫太郎長貞（初名、貞勝）らも自決。稲沢氏は一族二十一名が一時に自決したために衰退した（長貞の末弟、稲沢孫七慶貞は神保長誠に仕えていたために越中国で存命。越中稲沢氏の祖となった）。
その後、貞勝の末子、稲沢源十郎貞秋（後の貞顕）が家督を継ぎ、畠山政長の子の畠山尚順に近侍したが明応8年（1499年）に畠山尚順が細川政元と戦い敗北した際に討ち死にした。その子、稲沢小十郎貞家（後の順貞）が家督を継ぎ、父と同じく、畠山尚順に近侍した。しかし、永正5年（1508年）に畠山尚順は多くの家臣に離反され没落した際に付き随い没落した。
畠山尚順の死後、後を継いでいた畠山稙長に仕え、高野街道の徴税を担当したことが文書などからわかる。その子、稲沢孫次郎貞種（後の貞胤）は早くより畠山稙長に近侍として仕え、烏帽子山城や竜泉寺城の防衛を担当した。のち、畠山稙長が紀州に追放された際にはそれに付き随い、紀州の広山城や小松原城で畠山稙長に近侍した。
天文14年（1545年）、畠山稙長が死去すると、実質上の河内国の国主であった守護代遊佐長教に仕えた。長教が天文20年（1551年）5月に暗殺されると、畠山高政に仕えたが、永禄5年（1562年）5月の教興寺の戦いの敗戦のなかで討ち死にした。
貞種の後は、四男の稲沢四郎兵衛貞康（初名、源四郎長貞）が家督を継いだが、主家の畠山氏は滅亡の瀬戸際であった。父が討ち死にした教興寺の戦いでは手勢五十余を率いて善戦したが、父を失った。教興寺の敗戦の結果、畠山高政は紀州に退去した。貞康もそれに従った。
永禄11年（1568年）に織田信長が上洛すると、畠山高政は織田信長に臣従した。畠山高政は元亀2年（1571年）に勢力回復をはかり、正室を失っていた弟、畠山昭高に織田信長の妹を正室に迎え、自身は隠居した。その際、貞康もそれに従い隠居し、家督を長男の稲沢貞昌に譲った。

### 安土桃山時代
元亀4年（1573年）6月に畠山昭高は守護代の遊佐信教を除こうとしたため、信教によって暗殺される。その際、近侍であった貞昌も討たれる。遊佐信教を討つために畠山高政が挙兵すると貞康はそれに従ったが、敗北し、高政は没落した。貞康はそれに従った。畠山高政が天正4年（1576年）10月に死去すると貞康は浪人した。高政の喪が明けた天正8年（1580年）、羽柴長秀（後の豊臣秀長）に仕えた。天正10年（1582年）に本能寺の変が起こると、秀吉の中国大返しに従って、山崎の戦いに参加した。その際、弟の貞高は明智方の伊勢貞興に仕えていたために、兄弟で敵味方に分かれて戦うこととなった。天正11年（1583年）の賤ヶ岳の戦いに参加。天正13年（1585年）の雑賀攻めにも参加し、紀州の旧知の国人の説得を行った。続く四国征伐にも参加した。秀長が四国征伐などの功績の恩賞として大和一国を加増されると、貞康も加増され、畠山氏に仕えた頃の家臣を呼び集めて五十余の手勢を持てるようになった。天正15年（1587年）の九州征伐にも参加したが、三男の康照が戦死した。天正18年（1590年）の小田原征伐のときは、京都に残留していたことがわかっている。天正19年（1591年）、豊臣秀長が死去すると、隠居を願い出て、五男の稲沢元貞に家督を譲った。元貞は天正20年（1592年）7月に病死した。そのため、家督を再度、貞康が継いだが浪人の身であった。文禄・慶長の役のただなかの文禄2年（1593年）に次男の稲沢家貞が増田長盛に五百石で召抱えられると、貞康は再び家督を譲り、隠居した。文禄4年（1595年）に増田長盛が大和郡山城主となり、加増を受けると家貞も加増を受けた。しかし、慶長5年（1600年）の伏見城の戦いで西軍に味方した増田長盛の隊に属した家貞は討ち死にした。そのため、家貞の長男、頼貞が家督を継いだが、関ヶ原の戦いで西軍が敗北し、増田家は改易となったため流浪することとなる。慶長6年（1601年）、頼貞の祖父の貞康は旧知の速水守久に客将として仕えることで家名を存続させた。また、頼貞も慶長7年（1602年）に速水守久に仕えた。

### 江戸時代
速水守久は豊臣秀頼の重臣で、旗本軍団の七手組の筆頭組頭であった。稲沢貞康は慶長9年（1604年）に出家して道叡と称した。慶長16年（1611年）に豊臣秀頼が徳川家康と会見するために上洛すると、速水守久の命で、京橋口から淀川の流域の警備を担当した。慶長19年（1614年）、大坂冬の陣が起こると、道叡、稲沢頼貞は速水守久が秀頼に近侍することが多いことから、部隊の実務を他の守久の家臣ととることになった。しかし、冬の陣はいくつかの城外戦闘はあったものの、速水隊は参加することはなかった。慶長20年（1615年）の大坂夏の陣では、5月6日の誉田の戦いに毛利勝永の指揮下で速水隊は出陣。道叡、頼貞はそれらの戦いに参加した。その際、頼貞は後藤基次の死を知り、豊臣家の将来を悟り、幼少の長男で後の稲沢貞長を伊王野氏の家臣であった稲沢将監に預けて落ち延びさせた。5月7日の天王寺の戦いでは、速水守久も自ら軍を率いて出撃。松平忠直、松平忠輝、伊達政宗らの諸部隊と交戦した。兵数に勝る徳川方の攻勢を防いだ。また、豊臣方の毛利勝永、真田信繁らが徳川方を撃破し、徳川家康の本陣に攻め込むと、後詰として速水隊も進撃。速水守久は勝報を秀頼に伝えるべく一旦帰城した。しかし、徳川方は大軍を擁する松平忠直、松平忠輝の両部隊が態勢を整えて反撃を開始した。速水守久も再度、前線に出て陣頭指揮をとったが、衆寡敵せず敗走することとなった。それらの乱戦のなかで道叡、頼貞は討ち死にした。こうして、平安時代末期から続いた河内稲沢氏は実質上、滅んだ。江戸時代に河内国の史料にみえる稲沢氏はこの末裔といい、大阪府には稲沢姓が少なからず存在する。

## 越前稲沢氏
稲沢盛広の長男の家広の系統、稲沢盛秀の系統の二系があるが、盛秀の系統は詳細不明。家広の系統も室町時代前期には活動が見られるが、戦国時代に斯波氏が勢力を失うと、甲斐常治に味方した武将の一人として稲沢広家の名が見えるのを最後に姿を消したが、今も福井県には稲沢姓が少なからず存在している。

## 越中稲沢氏
越中国の守護代であった神保氏に仕えた系統。神保長誠の時代にその家臣となり、越中国の国人領主となり、江戸時代には前田氏より一円の差配を任された。そのため富山県には稲沢姓が現在も少なからず存在する。

## 能登稲沢氏
能登畠山氏に仕えた稲沢国貞の系統。畠山氏に近侍したが、畠山氏の実権が遊佐氏、温井氏、長氏、三宅氏などの有力家臣層に移ると没落した。現在、石川県にはほとんど稲沢姓はみられない。

## 陸奥稲沢氏

### 室町時代
斯波家長に仕えた稲沢盛広の次男、義広の系統。斯波氏家中で内紛があった後、留守氏に仕えた。

### 戦国時代
留守顕宗の時、その跡目をめぐって騒動があった際、伊達氏よりの養子（留守政景）を主張する外様家臣に対して留守一族の村岡兵衛が反対した際には、その姉婿として稲沢信濃守が活動したが、村岡兵衛ともども永禄年間に追放された。

### 江戸時代
江戸時代になると帰参し、寛永年間には留守氏の家老職を務めた同じく稲沢信濃を輩出した。そのため、宮城県や福島県、岩手県などに稲沢姓が少なからず存在し、それに関連する地名も存在する。

## 那須稲沢氏

### 鎌倉時代
初代は那須資家で、那須頼資の五男であったが、上記の河内源氏の一族の稲沢盛経の婿養子となり、稲沢氏を称した。稲沢氏の領地のうちで那須地方にあったものを相続し、奥州への街道筋を抑える要衝の地に稲沢氏館を築城した。その後は、次兄の伊王野資長らとともに那須本家の北方の守りとして活動した。

### 室町時代と戦国時代
子孫は伊王野氏（資長の系統）に仕えた。その勢力は那須党筆頭の伊王野家中随一といわれ、戦国時代には那須本家の那須資実の娘が当主の稲沢播磨守に嫁いだ。また、伊王野氏の15代目伊王野資広に子がなかった際には稲沢弾正の子の資真が婿養子となり16代目の家督を相続し、伊王野資真と改称するなど、伊王野氏とは深い関係があり重んじられ江戸時代まで続いた。上記の源姓河内稲沢氏の大坂夏の陣の際の稲沢将監はこの一族といわれる。また、結城氏に仕えた稲沢朝隆や稲沢朝経もこの一族といわれる。
現在で関東一円に広がる稲沢氏の多くはこの系統といわれ、栃木県を中心に茨城県、東京都などに多い。